# Geico
Government Employees Insurance Company (Geico) är ett amerikanskt försäkringsbolag som är främst förknippad med sina fordonsförsäkringar, de erbjuder dock även andra försäkringar som bland annat egendomsförsäkringar, livförsäkringar och reseförsäkringar. De har omkring 16 miljoner kunder och som har försäkrat fler än 24 miljoner fordon hos dem.
Försäkringsbolaget grundades 1936 av Leo och Lillian Goodwill och man initialt försäkrade enbart statsanställda och dess anhöriga eftersom man ansåg att de var mest skyddade från uppsägningar och  hade en finansiell stabilitet som inte de privatanställda kunde erbjuda. 1974 beslutade man dock att lätta upp sina krav och även acceptera privatanställda som kunder. 1996 valde den amerikanska entreprenören Warren Buffett att köpa ut försäkringsbolaget från börsen och Geico blev fusionerad med det globala konglomeratet Berkshire Hathaway, Inc, för att agera dotterbolag till dem.
För december 2017 hade de tillgångar på mer än $32 miljarder och en arbetsstyrka på omkring 36 000 anställda. Huvudkontoret ligger i Chevy Chase, Maryland.